# Il peccato (Stuck)
Il peccato (Die Sünde) è il nome di varie opere (11 versioni che hanno leggere differenze nella composizione) realizzate dal pittore simbolista e secessionista tedesco Franz von Stuck tra il 1891 e il 1912.

## Descrizione

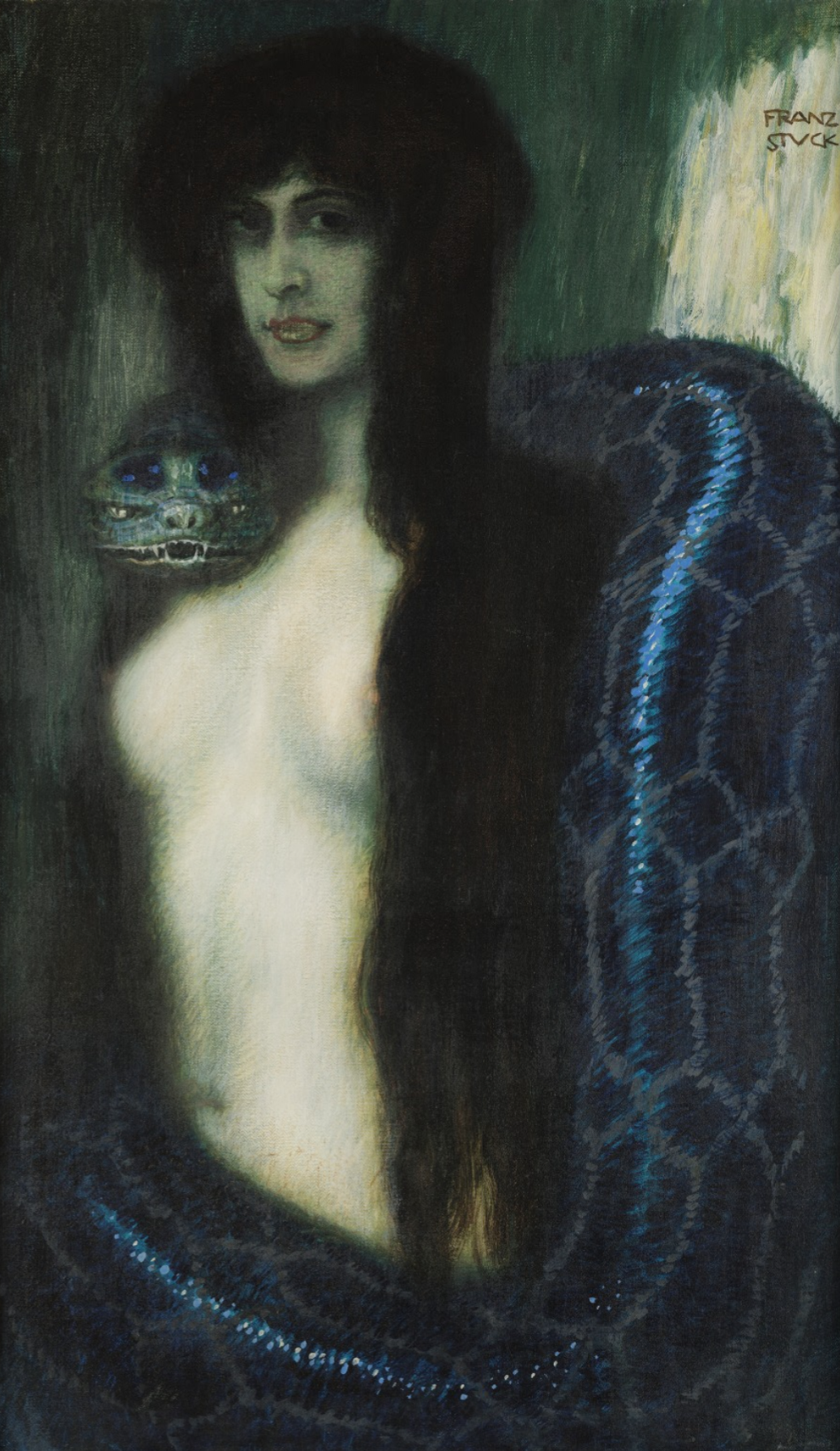
Franz von Stuck, Il peccato, 1909, olio su tela, 88 x 53 cm. GAM Palermo

Una figura femminile nuda, visibile nella parte superiore del corpo, è avvolta da un grosso serpente e dall’oscurità,  dalla quale emerge con la luminosità della sua pelle. Si mostra all'osservatore coI busto nudo, coperto parzialmente dai lunghissimi capelli corvini e dal corpo del serpente; il volto della donna è in penombra, con lo sguardo diretto all'osservatore, così come quello del serpente che espone minacciosamente i denti aguzzi.

## Significato e interpretazioni
Nell'opera possiamo trovare dei riferimenti alla Genesi, che hanno portato alcuni critici ad associare la donna ritratta alla biblica Eva: qui però essa diventa incarnazione della femme fatale, in simbiosi col male, che tenta diabolicamente con la sua sensualità.
Stuck rappresenta il peccato in tutta la sua forza seduttiva, ma anche distruttiva, poiché attraverso di esso la volontà umana può essere annientata. In alcune versioni la tela è racchiusa da una cornice dorata, disegnata dall'artista, che ricorda un tempio greco: ecco che l'opera assume la connotazione di tempio del peccato.